# إيفر نوت
إيفر نوت هو تطبيق مصمم لتدوين الملاحظات والتنظيم وإدارة المهام والأرشفة. تم تطويره من قبل شركة Evernote ، ومقرها في ريدوود سيتي، كاليفورنيا. يتيح التطبيق للمستخدمين إنشاء ملاحظات، والتي يمكن أن تكون نصية أو رسومات أو صورًا فوتوغرافية أو صوتًا أو محتوى ويب محفوظًا. يتم تخزين الملاحظات في دفاتر الملاحظات ويمكن تمييزها والتعليق عليها وتحريرها والبحث فيها وإعطاء المرفقات وتصديرها.

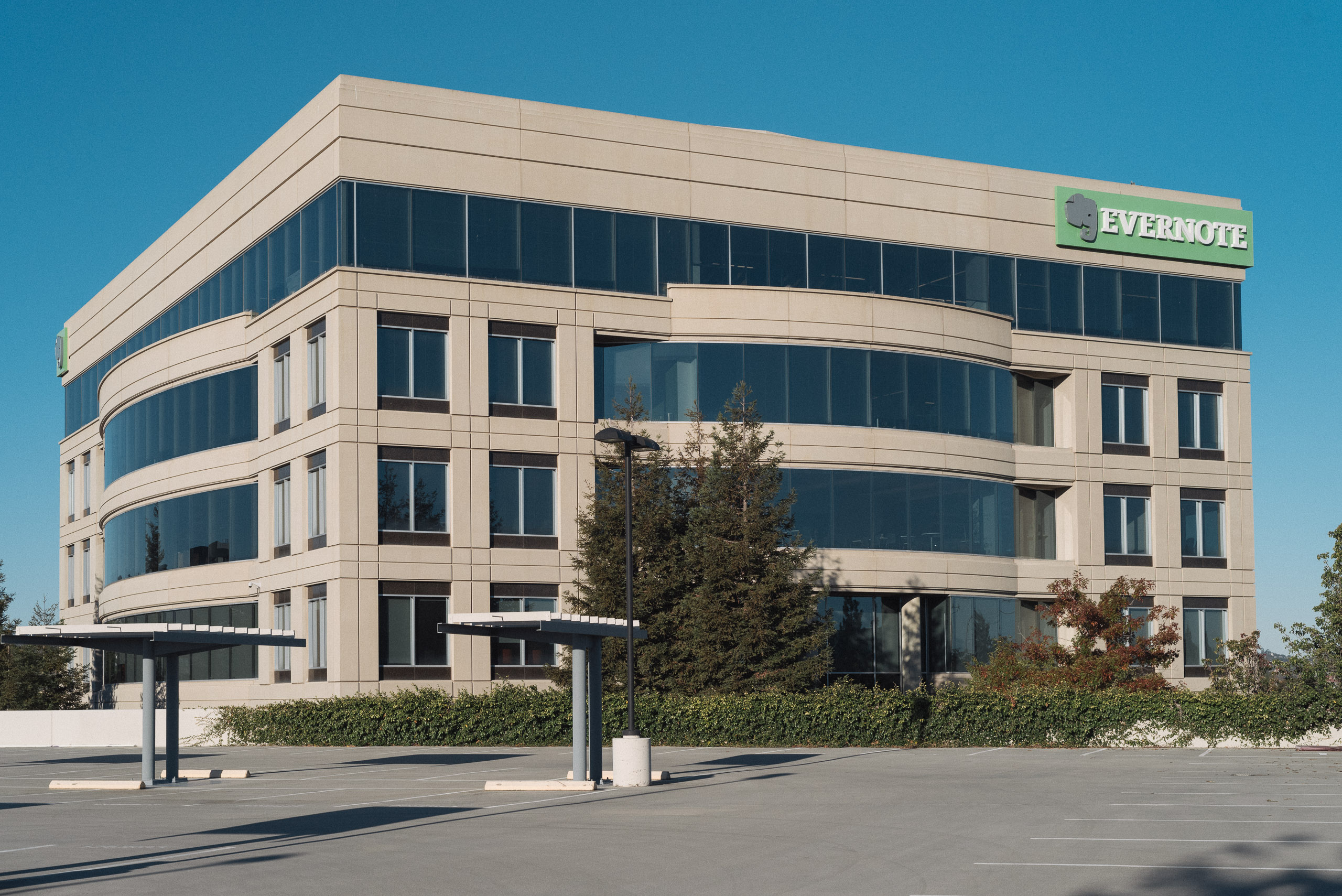
المقر الرئيسي لشركة Evernote Corporation في ريدوود سيتي ، كاليفورنيا (2016).
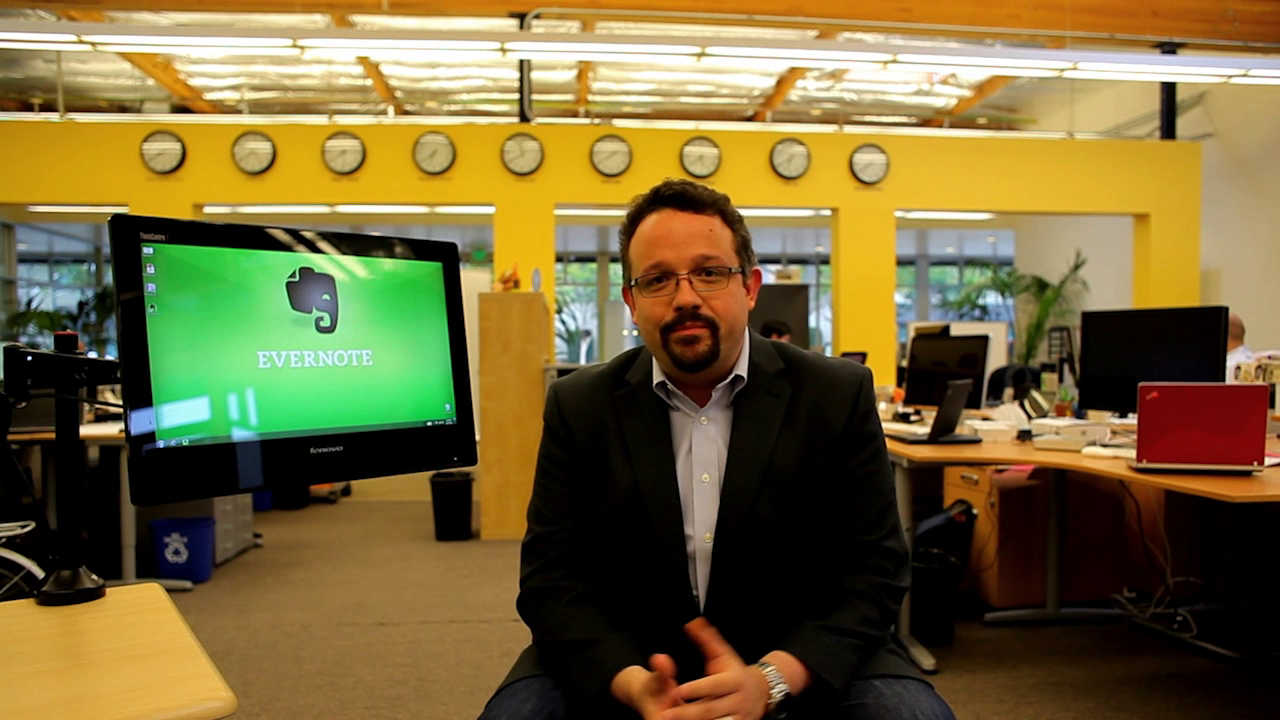
فيل ليبين  [لغات أخرى]‏ ، المؤسس المشارك، السابق الرئيس التنفيذي ، والتنفيذي السابق رئيس مؤسسة إيفرنوت.